# 大田原藩

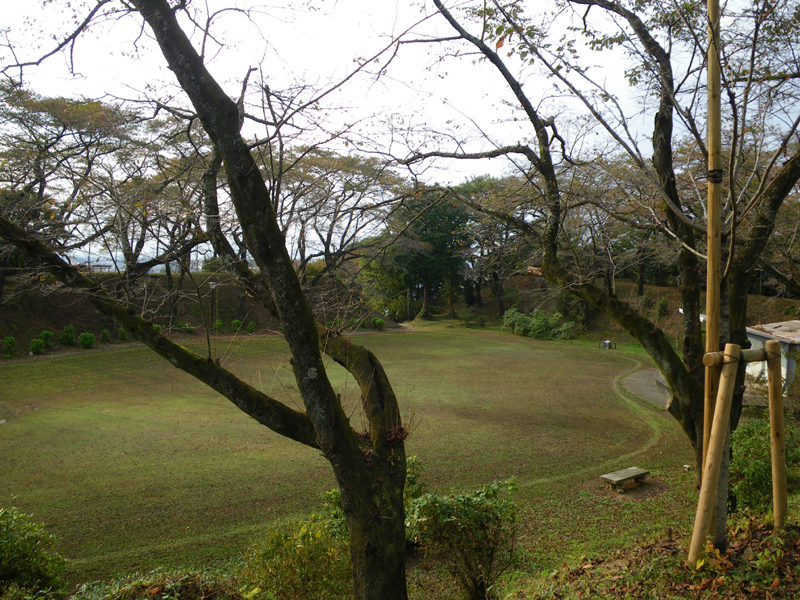
大田原城址

大田原藩（おおたわらはん）は、下野国那須郡に存在した藩。藩庁は大田原城（現在の栃木県大田原市）に置かれた。

## 歴史
大田原氏は下野国の大名・那須氏に属する豪族衆・那須七党（那須七騎）の一つであった。
天正18年（1590年）、豊臣秀吉の小田原征伐のとき、主家の那須氏は小田原に参陣しなかったが、大田原晴清は小田原に参陣したため、7000余石の所領を安堵された。慶長5年（1600年）の関ヶ原の戦いで、晴清は東軍に与して下野国小山に参じた後、帰国して会津の上杉家（西軍）の動きに備えた。この戦功により戦後、徳川家康から5000石を加増され、1万2000石を領する大名となった。
第3代藩主・高清は弟の為清に1000石を分知し、以後の表高は1万1000石となった。大田原家は小藩ながら、外様大名として明治時代まで存続した。
幕末の嘉永3年（1850年）、第12代藩主・広清は、藩校「時習館」を開いた。
最後の藩主・一清は戊辰戦争において新政府軍についた。このため、地理的に東北に近いこの地は旧幕府方の東北諸藩に狙われることとなった。慶応4年（1868年）5月、城下は会津藩の攻撃を受け大田原城も焼失した。
明治4年（1871年）、廃藩置県により大田原県となる。その後、宇都宮県を経て栃木県に編入された。
大田原家は明治2年（1869年）の版籍奉還とともに華族に列し、明治17年（1884年）の華族令により子爵となった。

## 歴代藩主
大田原家
外様 1万2000石→1万1000石
1. 晴清
2. 政清
3. 高清 分知により1万1000石
4. 典清
5. 純清
6. 清信
7. 扶清
8. 友清
9. 庸清
10. 光清
11. 愛清
12. 広清
13. 富清
14. 一清

## 幕末の領地
- 下野国
  - 都賀郡のうち - 1村
  - 芳賀郡のうち - 7村
  - 那須郡のうち - 58村
  - 塩谷郡のうち - 13村